# USS ARDC-13
L' USS ARDC-13, puis AFDL-46, était un quai de réparation auxiliaire de 2 800 tonnes en béton armé, un type de cale sèche flottante auxiliaire de l'US Navy utilisée pour les essais des armes nucléaires Able et Baker de l'opération Crossroads dans l'atoll de Bikini. Il a été utilisé pour déterminer les effets du phénomène de la bombe atomique sur les structures terrestres en béton. Le rapport final sur l'ARDC-13 faisait partie d'un rapport supplémentaire final au commandant de la Force opérationnelle conjointe One.
L'ARDC-13 a été construit par la Haddock Corporation (en) à Pasadena en Californie en mars 1946. Des cadres en acier ont été construits dans les murs d'aile pour un soutien supplémentaire. Ces murs se composaient de cadres transversaux et de cloisons étanches et non étanches. L'ARDC-13 était important pour confirmer que les structures du front de mer devaient être conçues pour résister aux vagues violentes et aux inondations, car les ports sont considérés comme une bonne cible pour les bombes,.

## Test A (Able)
Le test Able (ou test A) a été effectué le 1er juillet 1946 dans le cadre de l'opération Crossroads. Le test a provoqué des fissures et un dérangement du mobilier intérieur de l'ARDC-13 à huit cent quarante mètres de l'explosion. Cependant, le quai a conservé sa forme structurelle. Les défenses bâbord étaient carbonisées et la face extérieure du mur bâbord était également légèrement carbonisée. Toutes les passerelles et autres bois sur le quai ont été fortement carbonisés ou détruits. Le quai a été nettoyé radiologiquement le 4 juillet 1946 et réparé pour se préparer au test B. Le quai a été repositionné le 13 juillet 1946 à l'aide de quatre ancres de vingt-quatre mille livres et préparé pour le test Baker.

## Williams Day Rehearsal of Test Baker
La répétition a été menée à l'aide de quatre bombes éclair M-46 montées sur le dessus de la paroi de l'aile tribord de l' ARDC-13.

## Test B (Baker)
Le test Baker (ou test B) a été effectué le 24 juillet 1946 dans le cadre de l'opération Crossroads et le test n'a entraîné aucun dommage considérable aux navires en béton, cependant, il a été noté que le test a aggravé la fissuration précédente du test Able. L'ARDC-13 a montré des niveaux de rayonnement soixante-dix fois supérieurs à la tolérance autorisée huit jours après le test à douze cent cinquante mètres de l'explosion. La contamination radiologique n'autorisait le personnel qu'entre seize et trente minutes par jour à bord de la cale sèche.
L' ARDC-13 a chaviré à bâbord le 4 août 1946 en raison d'inondations excessives. Le directeur du matériel naval a recommandé que la cale sèche soit coulée. L' ARDC-13 a été coulé à l'aide de charges de démolition à 17h35 le 6 août 1946.

## Décoration
- American Campaign Medal
- World War II Victory Medal

## Galerie
|                               |
| Test Able sur Atoll de Bikini |

|            |
| Bombe M-46 |

|            |
| Test Baker |

### Liens connexes
- Liste des navires auxiliaires de l'United States Navy
- Opération Crossroads